# Ariel (hajó)
Az Ariel klipper típusú vitorláshajó volt amely a Kína és Anglia közötti gyorshajó-versenyek révén vált híressé a késői 1860-as években.

## Leírása
A hajó teljes súlya a nyilvántartás alapján 853 tonna, a hossza 60,17 méter (197,4 láb), a magassága 10,33 méter (33,9 láb), a szélessége 6,4 méter (21 láb) volt. Tervezője William Rennie volt, és 1865-ben építette a Robert Steele & Co. cég a skóciai Greenockban. Mint a legtöbb klipper többféle anyagból épült, fém keretre építették rá a fa burkolatot.

## A nagy teaverseny

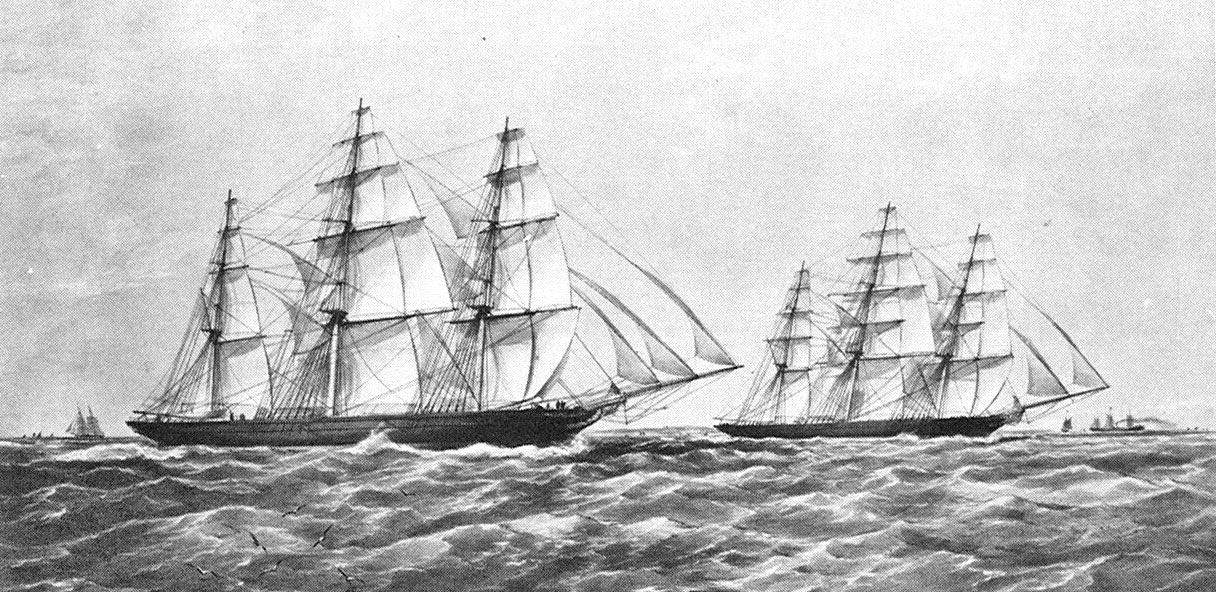
A Taeping és az Ariel

A gőzhajózás feltalálásával a vitorláshajók építése háttérbe szorult, de az 1800-as években, amikor kifejlesztették a klipper hajótípust, még egyszer utoljára divatba jöttek. A klippereket szándékosan gyorsra építették meg, egyre több fejlesztés eredményeképpen pedig koruk leggyorsabb hajótípusává váltak, a "tengerek versenyparipáivá". Előbb postát szállítottak velük és úgynevezett gyorsutasokat, akik nem sajnálták a borsos viteldíjakat csak azért, hogy akár 1-2 héttel is hamarabb úticéljukhoz érhessenek. A klipperek gyorsasága lehetővé tette, hogy az Európában, különösen Angliában kedvelt teát a szüret után minél hamarabb eljuttassák Európába. Ezekből a teaszállításokból alakult ki a teaverseny gondolata, melynek lényege az volt, hogy több hajó Kínából egyszerre indulva egy verseny keretében vitte a teát Európába. Angliában, és szerte a világon a hajókra fogadni is lehetett, így a verseny hamarosan afféle klipper-lázat indított el. A győztes hajóknak, kapitányaiknak és legénységüknek igen nagy dicsőséget hozott a győzelem, a győztes hajó által hozott tea pedig a szokásosnál jóval magasabb áron kelt el. A győzelemben a hajók kapitányai is érdekeltek voltak, mivel a pénzjutalomból nekik is arányos rész jutott, a hajó tulajdonosa mellett.
Az Ariel az 1866-os nem hivatalos nagy teaversenyt majdnem meg is nyerte. A verseny Fucsouból indult, és London volt az úticél. A Fiery Cross és az Ariel május 29-én, a Taeping és a Serica május 30-án futottak ki Fucsouból. A Taeping nyerte meg a versenyt, szeptember 6-án 20 perccel az Ariel előtt érkezett meg, a Serica 2 órával később futott be. A Fiery Cross és a Taitsing két nappal később érkeztek meg.
A hajó kapitánya az Anstrutherből származó Keavy volt, a Taepinggé McKinnon, aki nyereményét, 100 fontot, megosztotta Keavy-vel. A Taeping tonnánkénti 10 shillinges nyereményét szintén megosztották az Ariel legénységével.

### A versenyek vége
A Szuezi-csatorna befejezésével a tea kereskedelmét átvették a gőzhajók és a legtöbb klipper ezután az ausztrál kereskedelmi útvonalakat járta Európából Sydneybe és Melbourne-be, ahonnan gyapjút hoztak Európába. Ezen szállítmányok, ha a szezonban először értek Londonba, szintén pénzjutalomban részesültek.

## A hajó pusztulása
1872. január 31-én az Ariel Londonból Sydney-be indult Talbot kapitány irányításával, de soha nem érkezett meg. 1872 augusztusában a Bass Strait-i Király szigetnél láttak egy tölgyfából készült életmentő csónakot, amin volt egy bronz tartozék, amin gótikus írással egy A betű volt látható, így úgy vélték, a csónak az Arielé volt. Ha ez a feltételezés helyes volt, akkor valószínűleg a Jóreménység foka megkerülése után süllyedt el az Ariel az Indiai-óceánban.
John Keavy, Ariel első kapitánya azt mondta a hajóról: "Ariel egy tökéletes szépség volt minden hajós ember számára. Szimmetrikus kecsességét és arányosságait mindenki megszerette, kivétel nélkül."

## Az Ariel az irodalomban
Egy (kitalált) teaversenyről szól Dékány András A fekete herceg című ifjúsági kalandregénye, melynek főszereplői a kor híres klipperei: Ariel, Fiery Cross, Taitsing, Serica, Cutty Sark, valamint több kitalált hajó: Flying Spur, Ada, Bolton, stb. A történetben a Taitsing klippernek magyar kapitánya van Monostory Balázs 1848-as szabadságharcos személyében, aki a szabadságharc után emigrációba kényszerül, így kerül el Ázsiába, ahol felbérelik Taitsingra a teaverseny idejére. Egy másik hajó, a Black Prince (magyarul: Fekete Herceg, innen a könyv címe), kapitánya régi ellensége, így a tengeri út során a hajókra váró szokásos veszélyek (hajótörés, viharok, kalózok) mellett a Black Prince-el is fel kell venniük a harcot.